# Jake Connor

a Compétitions nationales et continentales officielles uniquement.

b Matchs officiels uniquement.
Jake Connor, né le 18 octobre 1994, est un joueur de rugby à XIII international anglais évoluant au poste d'arrière, d'ailier, de centre, de demi d'ouverture ou de demi de mêlée dans les années 2010. Il fait ses débuts professionnels en Super League aux Giants d'Huddersfield en 2013. Rapidement titulaire, il joue à tous les postes arrières. il rejoint en 2017 Hull FC et y remporte la Challenge Cup en 2017. En 2018, il fait ses débuts en équipe d'Angleterre.

## Palmarès
- Collectif :
  - Vainqueur de la Challenge Cup : 2017 (Hull FC).

### Détails en sélection
| 1. | 24 juin 2018     | Nouvelle-Zélande | 36-18 | Amical     | Remplaçant    | 4  | 1 | - | - |
| 2. | 17 octobre 2018  | France           | 44-6  | Amical     | Demi de mêlée | 14 | 1 | 5 | 0 |
| 3. | 27 octobre 2018  | Nouvelle-Zélande | 18-16 | Test match | Centre        | 10 | 1 | 4 | 0 |
| 4. | 4 novembre 2018  | Nouvelle-Zélande | 20-14 | Test match | Centre        | 6  | 1 | 1 | - |
| 5. | 11 novembre 2018 | Nouvelle-Zélande | 0-34  | Test match | Centre        | 0  | 0 | - | - |